# Nordlandmuseum
Het Nordlandmuseum (Noors: Nordlandsmuseet) is een museum in het centrum van Bodø in de  Noorse provincie Nordland. Onder het museum vallen 18 regionale musea verspreid over de provincie Nordland.
Het museum werd in 1888 opgericht als het Bodø Visserijmuseum (Noors: Bodø Fiskerimuseum) maar veranderde later zijn naam in Nordlandsmuseet. Het museumgebouw werd in 1903 voltooid en is een van de oudste gebouwen in Bodø, aangezien het grootste deel van de stad werd verwoest tijdens het bombardement op de stad op 27 mei 1940. Het gebouw is een beschermd cultureel monument.
Het museum heeft tentoonstellingen over de geschiedenis van Bodø, zoals de visserij en de Sami en Vikingen in Nordland. Het museum beherbergt een zilverschat uit de vikingperiode, met munten, sieraden en een zeer grote broche. 